# Synagoga v Bejt Alfa
Synagoga v Bejt Alfa (hebrejsky בית הכנסת בבית אלפא‎, Bejt ha-kneset be-Vejt Alfa) je archeologická lokalita a národní park (גן לאומי בית כנסת בית אלפא‎, gan le'umi Bejt kneset Bejt Alfa) v Izraeli, v Severním distriktu.

## Geografie
Leží v nadmořské výšce přibližně 50 m pod úrovní moře v Charodském údolí, na severním úpatí pohoří Gilboa. Nachází přibližně 7 km severozápadně od města Bejt Še'an, na severním okraji vesnic Chefcibah a Bejt Alfa.

## Popis parku
Jde o významnou archeologickou lokalitu. Ve 20. letech 20. století se zde, v místě známém pod arabským názvem Chirbet Bajt Ilfa, jež navazovala na starší osídlení regionu sahající do starověku, usadili židovští osadníci, kteří tu poblíž založili kolektivní vesnici (kibuc) Bejt Alfa. Nedlouho po založení kibucu, roku 1929, byla poblíž Bejt Alfy objevena synagoga z doby Talmudu a Mišny s unikátní mozaikovou podlahou. Je datována do 5. století n. l. a v 6. století byla zničena zemětřesením. Jde o příklad míšení židovských a řeckých uměleckých vlivů.

Mozaika v synagoze Bejt Alfa
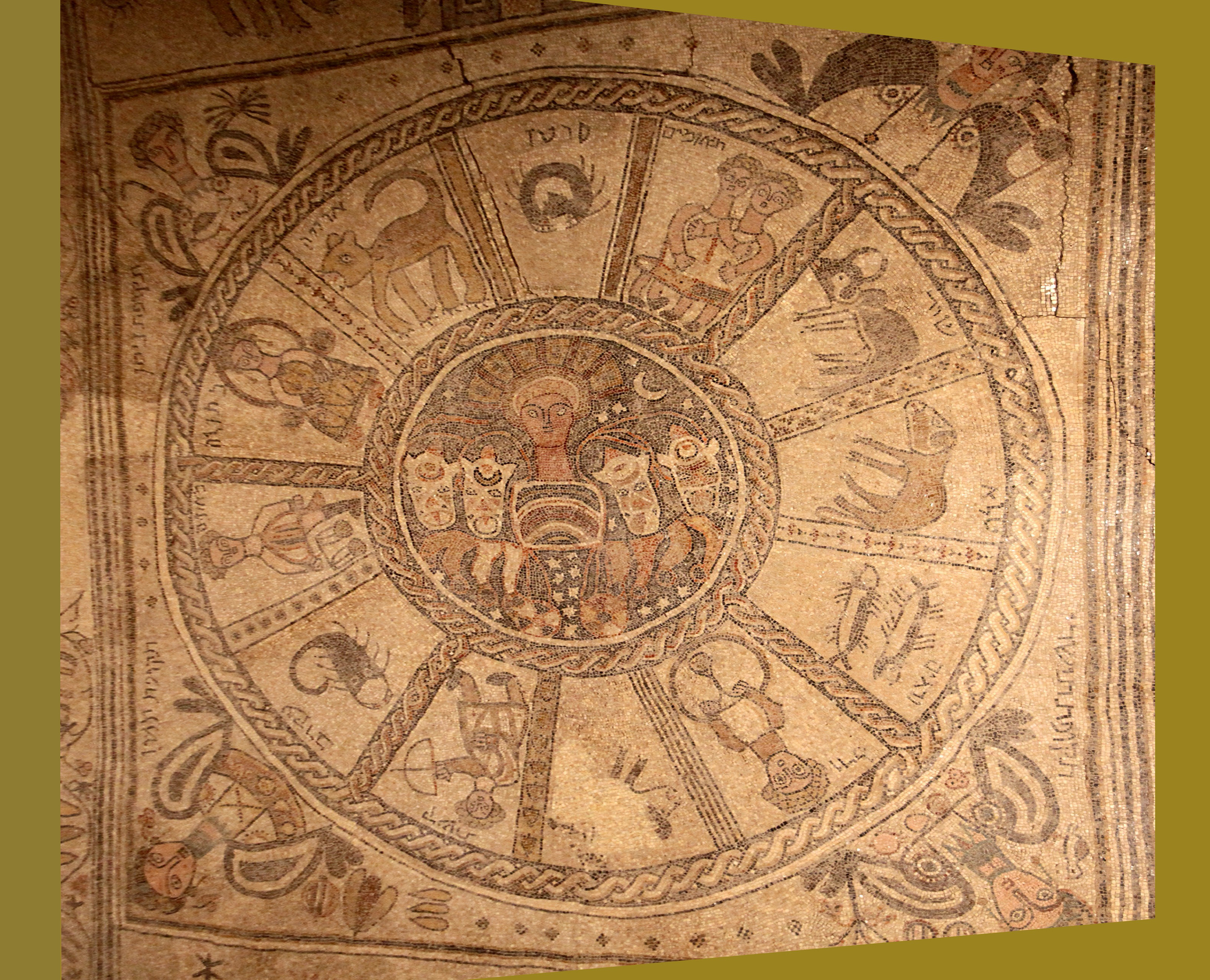
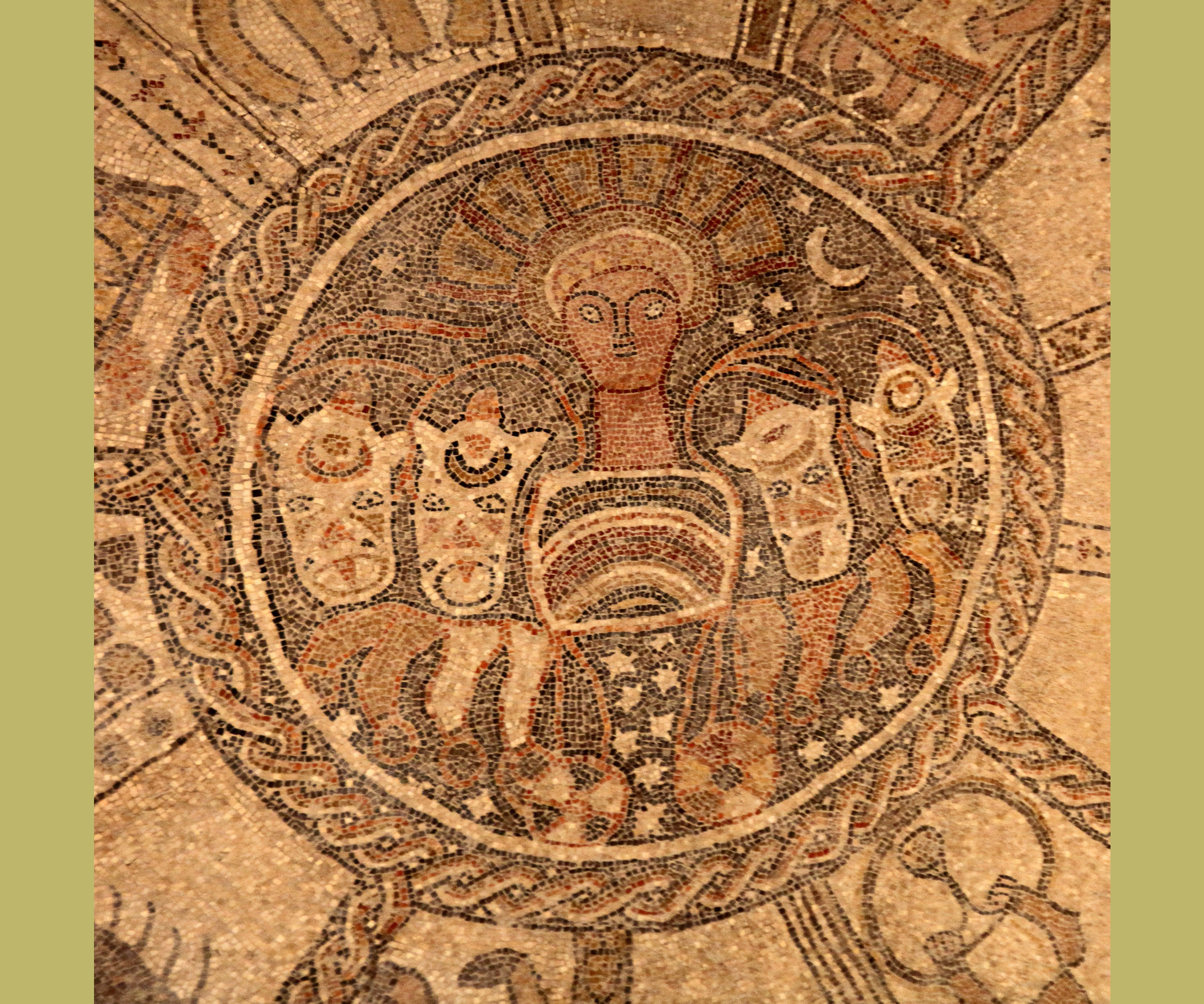
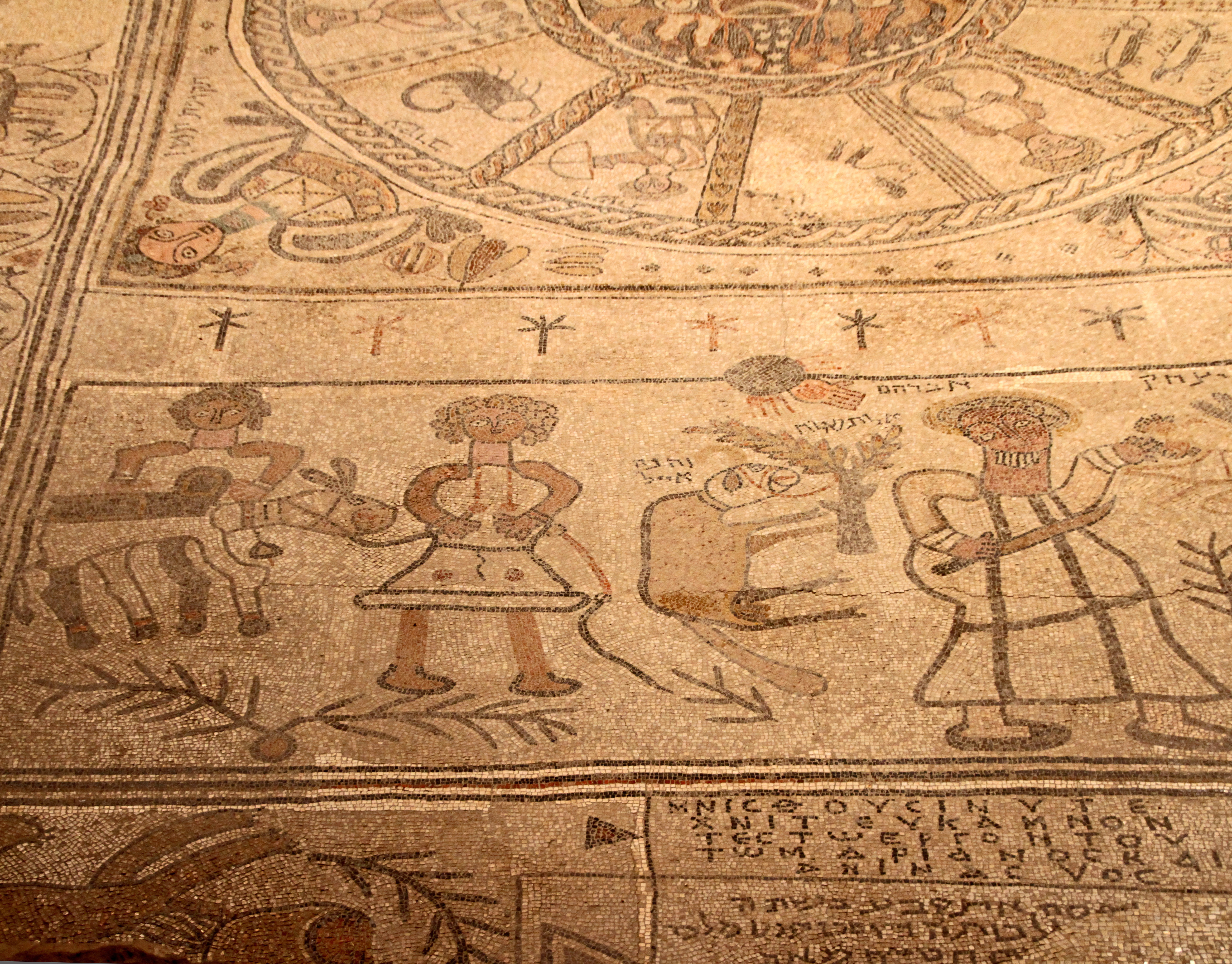
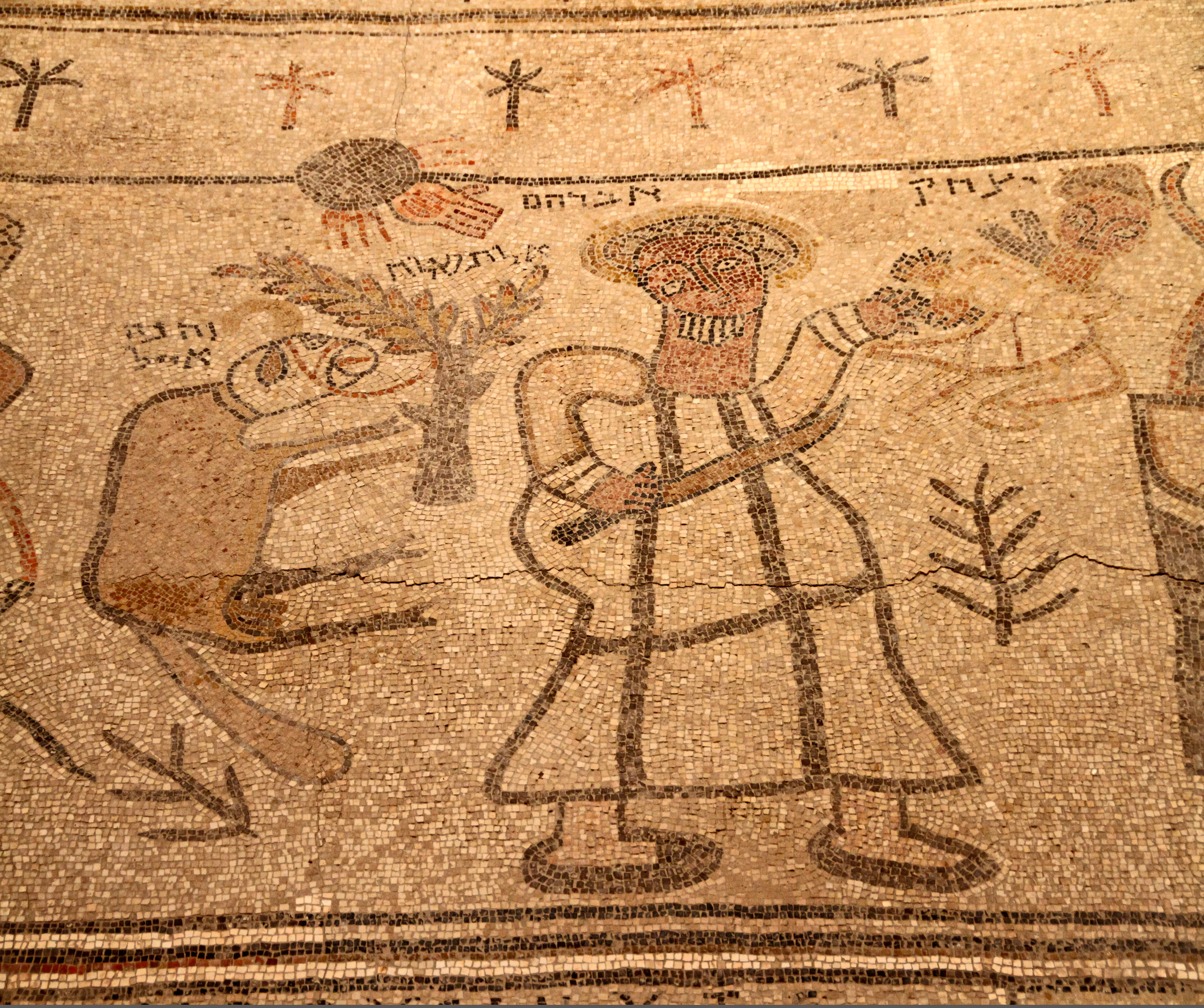